# Swietłana Pietrijczuk
Swietłana Aleksandrowna Pietrijczuk (ros. Светла́на Алекса́ндровна Петрийчу́к, ur. 22 kwietnia 1980 we Frunze) – rosyjska scenarzystka, dramatopisarka i reżyserka teatralna.

## Życiorys
Napisała scenariusz sztuki pt. Finist – dzielny sokół, który otrzymał prestiżową rosyjską nagrodę teatralną Złota Maska. Dwa lata później aktywiści prokremlowskiego ruchu narodowo-wyzwoleńczego napisali donos na ten spektakl. Powstało kilka ekspertyz. Eksperci doszli do wniosku, że pokazanie tego na scenie może popchnąć widzów do zdestabilizowania sytuacji w kraju i obalenia władz. Na podstawie tych ekspertyz sąd w Moskwie zdecydował o aresztowaniu Swietłany Petrijczuk i reżyserki spektaklu Żeni Berkowicz pod zarzutem nawoływania do terroryzmu. Postępowanie wobec nich wszczęto z artykułu 205.2 kk „wspieranie terroryzmu”. W ramach prowadzonego śledztwa Pietrijczuk stanęła przed sądem i w lipcu 2024 roku została skazana na 6 lat pozbawienia wolności.

## Odznaczenia i nagrody
- Nagroda Kamerton im. Anny Politkowskiej za wybitne osiągnięcia w dziedzinie dziennikarstwa[6].

## Filmografia
- 2015: Jak zostałem Rosjaninem

## Przekłady na polski
- To jest dramat. Antologia 10 dramatów, wybranych przez dramatopisarza Michaiła Durnienkowa(inne języki). Tł. Róża Kochanowska i in. Wyd. pierwsze. Warszawa: Centrum Dialogu im. Juliusza Mieroszewskiego, 2022. ISBN 978-83-66883-46-8. Brak numerów stron w książce